# لوروا فرانكس
لوروا فرانكس (بالإنجليزية: Leroy Franks)‏ (22 ديسمبر 1936 بسانت لويس في الولايات المتحدة - ) هو لاعب كرة قدم أمريكي في مركز حراسة المرمى. شارك مع منتخب الولايات المتحدة لكرة القدم. أما مع النوادي، فقد لعب مع St. Louis Kutis S.C. ‏.